# Ленапе
Лена́пи, ленапе (англ. Lenape), або делава́ри (англ. Delaware people) — корінний індіанський народ у північно-східних лісах США та Канади. Історично проживав у долинах річок Делавар, Гудзон і на заході Довгого Острова (нинішні Пенсільванія, Делавар, Нью-Джерсі, Нью-Йорк). Мали матрилінійну перівсну родову систему й матрилокальну сім'ю. Традиційно займалися мисливством, рибальством, примітивним землеробством. Вели осідлий спосіб життя. Єдиної мови не мали; розмовляли схожими діалектами, що належать до алгонкінських мов. Вперше познайомилися з європейцями 1524 року. Торгували хутром із голландськими, а згодом — англійськими колоністами. Винищили місцеву популяцію бобрів. 1626 р. продали Манхеттен голландському губернатору Петеру Мінуїту. Сповідували індіанське язичництво; з XVIII ст. частина прийняла християнство. 1778 р. першими з індіанських племен уклали договір із новоутвореним урядом США. У XVIII—XIX ст. під тиском європейців і американців втратили батьківські землі, були переселені до резервацій у Індіанській території в районі Оклахоми. Брали участь у освоєнні американцями Дикого Заходу. Сучасні ленапе входять до складу так званої делаварської нації і делаварського племені індіанців Оклахоми, Стокбрідж-Мунсівської громади Вісконсина; мунсі-делаварської нації, моравської делаварської нації й шести націй Онтаріо.

## Назва
Самоназва народу — ленні ленапе (lenni lenape) або ленапе (lenape, англійська [ləˈnɑːpi] or [ˈlɛnəpi]) означає «справжній чоловік». Вона походить від слів ленні, «справжній» і ленапе (/len-/ + /-a: p:e/), «справжній чоловік, людина».
До зустрічі з першими європейцями у XVII ст. ленапе становили децентралізовану спільноту племен, що говорили схожими діалектами і мали міжплемінні родинні зв'язки. Вони проживали у землях, званими Ленапе-хокінг (Lenapehoking) — нинішній схід Пенсільванії, Нью-Джерсі, Нижній Нью-Йорк і східний Делавар.
Популярна назва делавари (англ. Delaware) — екзонім. Вона походить від англійської назви річки Делавар, іменованої на честь першого губернатора Вірджинської провінції, Томаса Веста, барона де ла Варр (англ. De La Warr). Оскільки ленапе жили в районі цієї річки, англійські колоністи називали їх «делаварськими індіанцями» (англ. Delaware Indians).
Інша назва ленапе — ренаппі (швед. Renappi) зустрічається у ранніх шведських джерелах, що були складені першими шведськими колоністами цього регіону.

## Історія

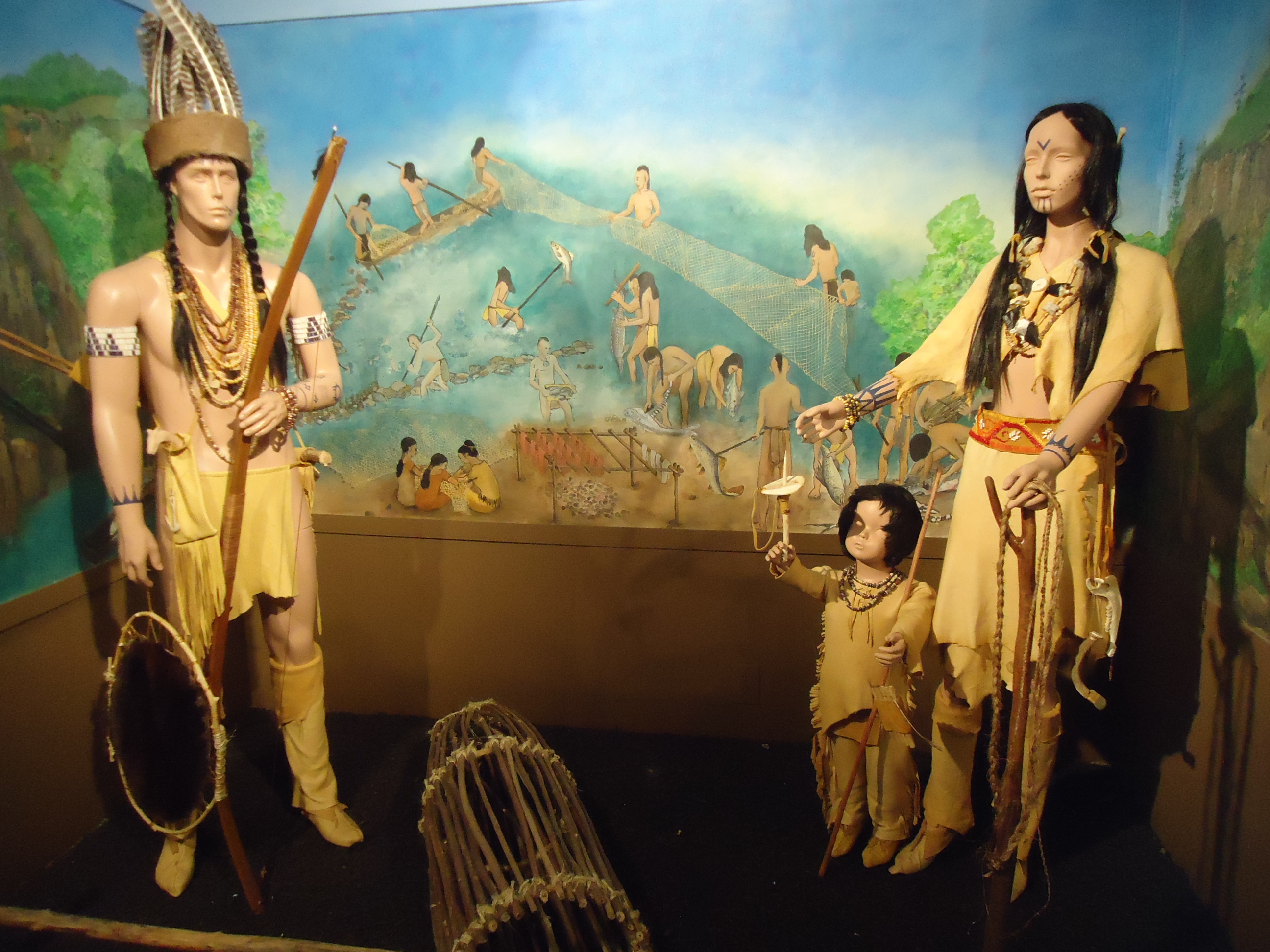
Традиційний одяг ленапів (Патерсонський музей, Патерсон (Нью-Джерсі)

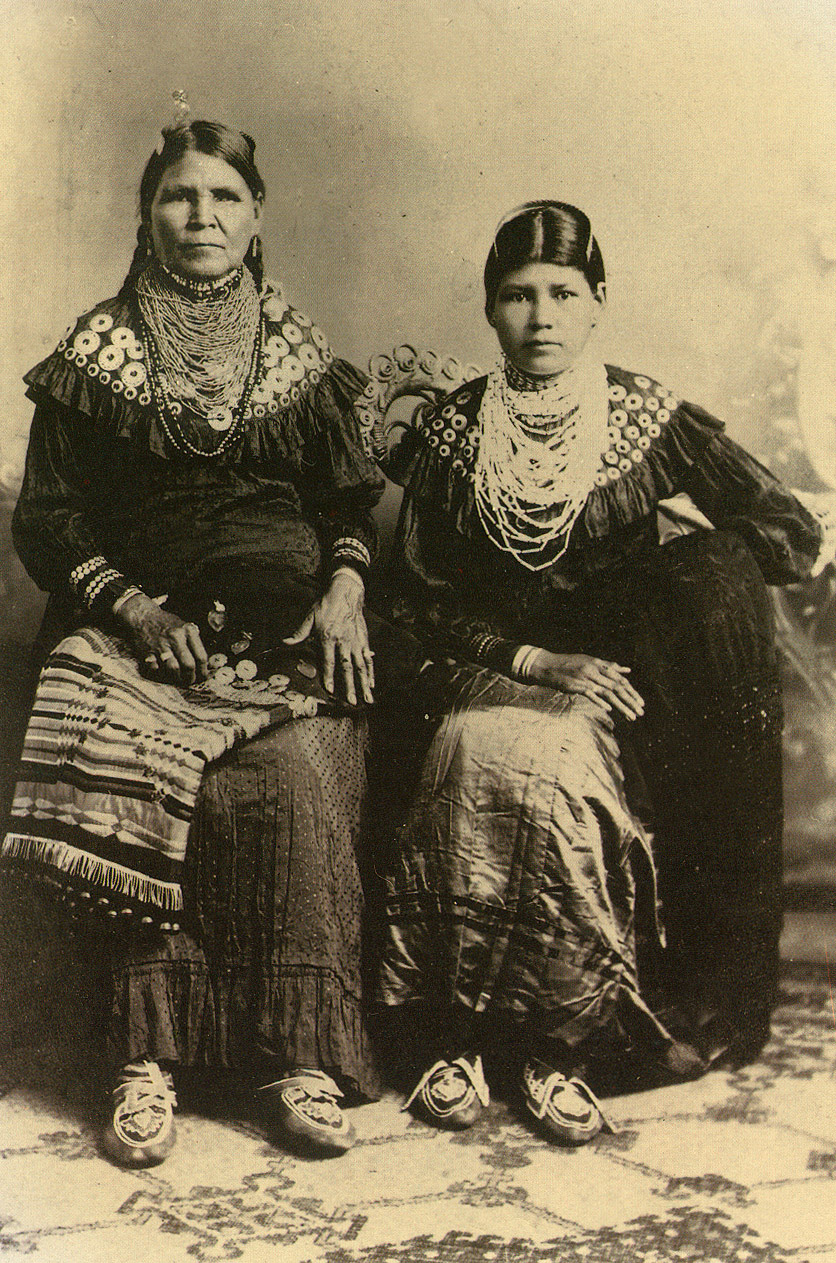
Жінки з народу делаварів

Делавари спочатку складались із трьох суб-племен: мансі, унамі і уналактіго, утворених за територіальною ознакою. До кінця XVII століття уналактіго змішались із унамі, а мансі почали існувати як окреме плем'я.
До моменту приходу європейців делавари були товариством мисливців і збирачів, але також займались і сільським господарством. Вони проживали біля річок Делавер і Гудзон, а також на Лонг-Айленді. Делавари створили вельми складні методи полювання, в той же час сільське господарство було примітивним, заснованим на підсічно-вогневому методі, а їх поселення були сезонними. Найлютішими ворогами делаварів були ірокези, хоча періодично траплялися і міжплемінні шлюби. Належність до клану успадковувалася по лінії матері, в той же час шлюби зазвичай укладалися з жінками поза клану. Система спорідненості та успадкування делаварів була настільки незрозуміла патріархальним європейцям, що вони залишили численні письмові свідчення про цей народ, у яких є чимало помилок та неясностей.
Земля зазвичай належала не одній людині, а клану, і використовувалася для полювання, риболовлі й сільського господарства.
Вперше європейці (голландці) зустрілися з делаварами на початку XVII ст. Делавари швидко освоїли європейські металеві сільськогосподарські знаряддя. Назву «Делавер» (від «Де Ла Вер») вигадав англійський капітан Сем Аргалла, що вирішив назвати затоку, на березі якої жили ленапе, на честь барона Томаса Веста, ерла (графа) Де Ла Вера, губернатора Джеймстауна, першого англійського поселення у Північній Америці. Хоча сам лорд Де Ла Вер ніколи не бачив цю затоку, ім'я прижилося настільки, що ним почали називати й до місцевих жителів.
Підвищений попит на хутро з боку європейців призвів до того, що делавари винищили занадто багато бобрів у низинах Гудзону. Це призвело до переміщення торгових точок голландців, а в племені ленапе настала важка економічна криза.
Делавари першими з індіанських племен уклали договір з урядом США в 1788 р. (їх вороги, ірокези, воювали під час обох воєн за незалежність на боці Великої Британії). Незважаючи на тісну співпрацю з урядом, делавари не були включені до складу П'яти цивілізованих племен, рівень розвитку яких американці вважали близьким до власного.
У XIX ст. мандрівник Константен Самюель Рафінеск опублікував «хроніку ленапе» під назвою «Валам Олум»; тим не менш, ця хроніка ґрунтується виключно на його записах, оригінал ніколи не був знайдений; можливо, хроніка є вигадкою.

## Населення
До 1700 року чисельність делаварів в результаті воєн і епідемій скоротилася до 4 тис. осіб. У 1845 делаварів залишалося близько 2 тис., стільки ж показав перепис 1910 року. Нинішнє населення відновилося до 16 тис. осіб, більшість з яких проживає в Оклахомі. В Канаді делавари живуть у південному Онтаріо. Крім того, нащадки делаварів проживають в Вісконсині, Нью-Джерсі і Пенсільванії.

## Цікаві факти
У творах Фенімора Купера делавари виконують роль позитивних героїв, на відміну від «підступних» ірокезів; така характеристика не цілком узгоджується з історичною реальністю.